# 亞納科查山 (瓦瓊區)
10°33′57″S 75°56′30″W / 10.56583°S 75.94167°W
亞納科查山（Yanacocha），是秘魯的山峰，位於該國中部帕斯科大區，由帕斯科省的瓦瓊區負責管轄，屬於瓦古倫喬山脈的一部分，海拔高度5,138米。